# Providenciales
Providenciales (surnommée Provo) est une île de l'archipel des îles Caïcos, dépendantes du territoire des Îles Turques-et-Caïques.
L'île est longtemps restée peu habitée (moins de 500 habitants avant 1960) du fait du manque d'eau potable. C'est l'essor touristique de l'île qui explique sa population actuelle.
Providenciales possède un aéroport international: l'aéroport international de Providenciales (code AITA : PLS, code OACI : MBPV).